# Клаудія Дженнінгс
Клаудія Дженнінгс (англ. Claudia Jennings, справжнє ім'я Мері Айлін Честертон, англ. Mary Eileen Chesterton; 20 грудня 1949, Еванстон, Іллінойс, США — 3 жовтня 1979, Малібу, Каліфорнія, США) — американська фотомодель і акторка.

## Біографія і кар'єра
Народилася 20 грудня 1949 року Еванстон (штат Іллінойс, США). В 1967 році закінчила Evanston H. S.. Її однокласником був Тодд Маккарті.
У листопаді 1969 року стала дівчиною місяця журналу Playboy. Після успіху в журналі почала зніматися в кіно.
У 1970—1975 роках перебувала в цивільному шлюбі з Боббі Хартом.
Улітку 1979 року вона стосунки з ріелтором Стеном Германом. Вони розлучилися восени того ж року.
29-річна Дженнінгс загинула в автокатастрофі 3 жовтня 1979 року, прямуючи до дому свого колишнього Стена Хермана, щоб забрати свої речі. Попри версію, що Дженнінгс, яка мала проблеми з наркотиками, під час втрати керування автомобілем перебувала в стані наркотичного сп'яніння, розтин показав, що в її організмі на момент аварії наркотичних речовин не було.

## Фільмографія
- 1979 — Безпутна компанія/Fast Company — Семмі
- 1978 — Смертельний спорт/Deathsport — Динир
- 1977 — Сестри смерті/Sisters of Death — Джуді
- 1977 — Moonshine County Express — Бетті Гаммер
- 1976 — The Great Texas Dynamite Chase — Кенді Морган
- 1975 — Willy & Scratch (1975)
- 1974 — The Single Girls — Еллісон
- 1974 — Жінки, зупиняють вантажівки/Truck Stop Women — Роуз
- 1974 — Приманка для алігатора/Gator Bait — Дезірі Тібодо
- 1974—1976 — Movin' On — Енн
- 1973 — Group Marriage — Елейн
- 1973 — 40 карат/40 Carats — Габріелла
- 1973—1980 — Барнабі Джонс/Barnaby Jones — Деніс Фрейзер
- 1972 — Trampa mortal
- 1972 — The Unholy Rollers — Карен Вокер
- 1972 — Мачуха/The Stepmother — Рита
- 1972—1977 — Вулиці Сан-Франциско/The Streets of San Francisco — Ів
- 1971—1976 — Кеннон/Cannon — Ленора Вілсон
- 1971 — Машина кохання/Love The Machine — Дарлен
- 1971 — Jud — Санні
- 1969—1974 — Сімейка Бреді/The Brady Bunch — Тами Катлер
- 1967—1975 — Залізна сторона/Ironside — Маралін
- 1965—1974 — ФБР/The F. B. I. — Джудіт Гріннелл